# 여곡성 (1986년 영화)
"여곡성"(Woman's Wail)은 한국에서 제작된 이혁수 감독의 1986년 공포 영화이다. 김기종 등이 주연으로 출연하였고 유옥추 등이 제작에 참여하였다.

## 출연

### 주연
- 김기종
- 석인수

### 조연
- 이계인
- 김윤희
- 홍윤정
- 최두열
- 홍명진
- 김미소
- 조인성
- 김소연
- 김한상

## 기타
- 제작담당: 노동린
- 촬영부: 함인하
- 촬영부: 백종훈
- 촬영부: 송영대
- 조명: 장기종
- 조명부: 신준하
- 조명부: 김종영
- 조명부: 이용길
- 스크립터: 장동훈
- 조감독: 강구연
- 녹음: 손인호
- 특수효과: 김철석
- 미용: 이영자
- 분장: 정준호
- 의상: 이해윤
- 현상: 광해현상소
- 효과: 이재희